# Miele-Museum
Il Miele-Museum è un museo tecnologico nella città di Gütersloh. Si trova nella sede della società di elettrodomestici Miele e si dispone su una superficie di 750 m², con documenti e circa 200 esemplari di prodotti della casa madre. Vi sono macchine lavatrici, centrifughe per latte, lavastoviglie ma anche biciclette, automobili, motociclette e ciclomotori. È esposta l'automobile Miele K 1.

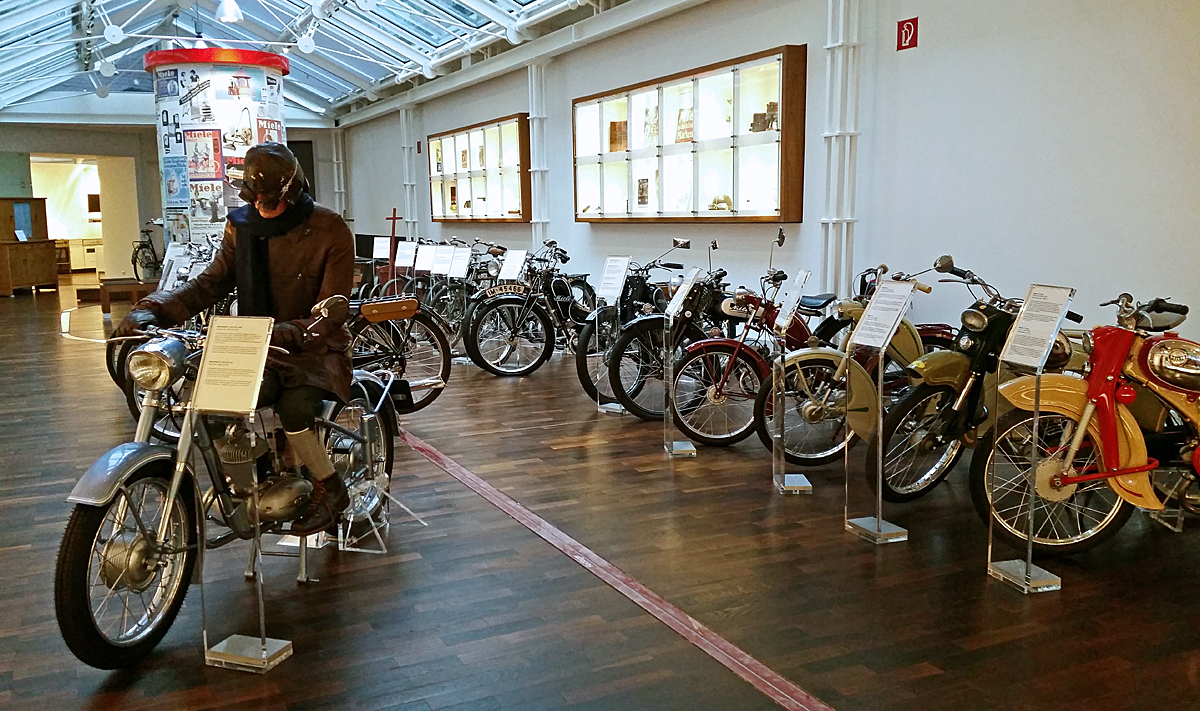
Ciclomotori e motociclette
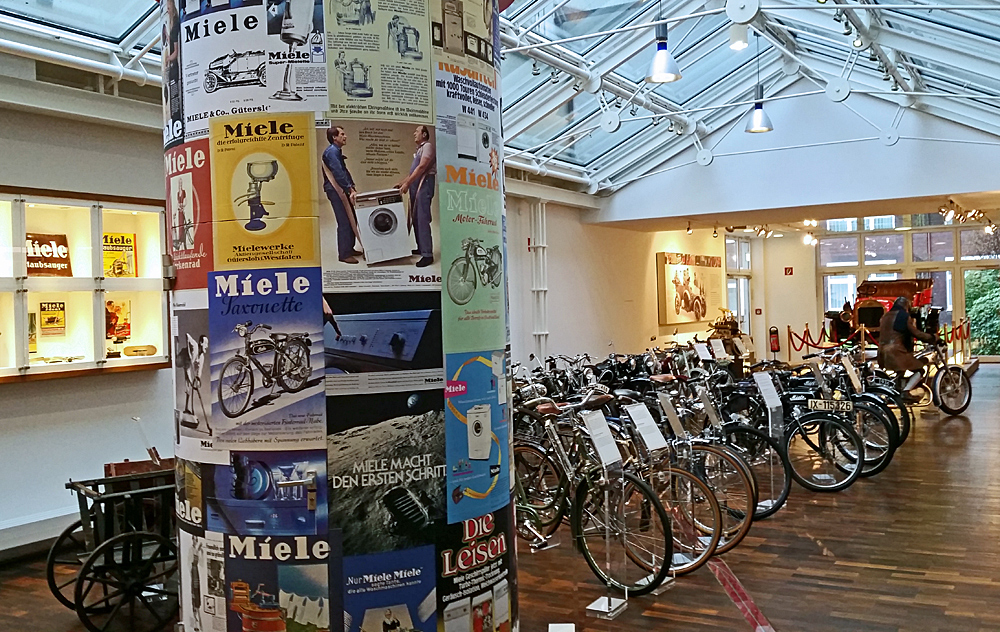
Colonna pubblicitaria con veicoli a due ruote
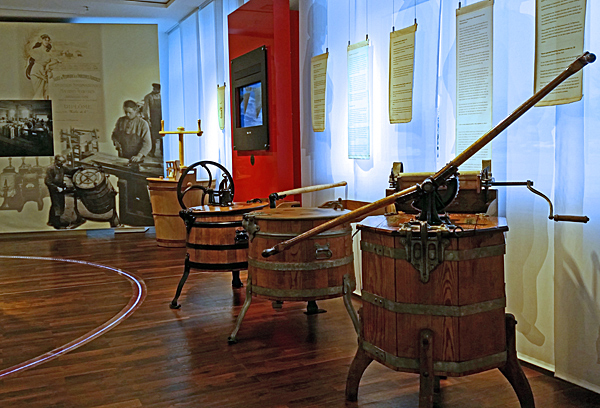
Macchine lavatrici
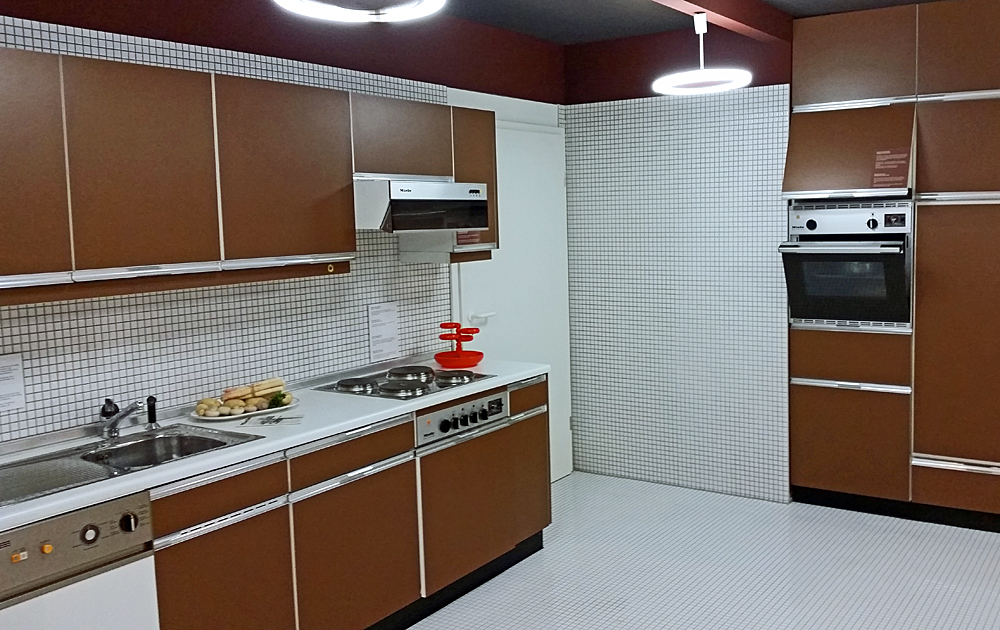
Cucine Miele